# アドレナリン・ブレイク
『アドレナリン・ブレイク』（Bad Day）は、2008年のイギリスの映画。

## あらすじ
潜入捜査官・レベッカはタクシードライバーとして武器商人や殺し屋といった裏社会の人びとと交流していた。
ある日、彼女の一人娘が何者かに殺された。
彼女は真犯人を追い詰めるために、犯罪者を消していったが、彼女の復讐の対象は警察の同僚にまで広がっていた。

## キャスト
| 役名     | 俳優                     | 日本語吹替 |
| -------- | ------------------------ | ---------- |
| レベッカ | クレア・グース           | 小林さやか |
| アビー   | ドナ・エアー             | 本田貴子   |
| ハリー   | ジョージ・カリル         | 古澤徹     |
| クルーズ | アンソニー・オフォエグブ | 内田聡明   |

- その他の声の吹き替え：桜井ひとみ／町田政則／三上哲／雨谷和砂／茶花健太／青木強／黒澤剛史／石田嘉代／斎藤寛仁／後藤淳一／松本佳奈